# MotoGP 14
MotoGP 14 è un videogioco sviluppato da Milestone, basato sul Motomondiale 2014. La data di uscita per l'europa è il 20 giugno 2014 per PlayStation 3, PlayStation 4, PlayStation Vita, Xbox 360 e PC, nel resto del mondo è uscito tra settembre e novembre 2014.

## Modalità di gioco
- Grand Prix
- World Championship MotoGP™
- Time Attack
- Real Events 2013
- Modalità Carriera
- Online Grand Prix
- Campionato Online
- MotoGP™ Sprint Season
- Split Battle

## Telecronisti
- in Italiano: Mauro Sanchini

## Accoglienza
| Testata        | Versione | Giudizio |
| -------------- | -------- | -------- |
| Metacritic     | PC       | 75/100   |
| Eurogamer      | PC       | 7/10     |
| Gamesoul       | PC       | 7/10     |
| Multiplayer.it | PC       | 8/10     |
| Spaziogames    | PC       | 8/10     |

MotoGP 14, ha ricevuto pareri generalmente positivi da parte della critica. Su Metacritic, ha ottenuto un metascore di 75 su 100 ed è stato accolto positivamente anche dagli utenti. Di seguito si può trovare una lista contenente alcuni voti dati dai siti italiani di settore:
- Eurogamer.it - 7/10
- Gamesoul.it - 7/10
- Multiplayer.it - 8/10
- Spaziogames.it[collegamento interrotto]- 8/10